# Bay Springs
Bay Springs és una població dels Estats Units a l'estat de Mississipi. Segons el cens del 2000 tenia 2.097 habitants.

## Demografia
Segons el cens del 2000, Bay Springs tenia 2.097 habitants, 793 habitatges, i 524 famílies. La densitat de població era de 54,8 habitants per km².
Dels 793 habitatges en un 30,5% hi vivien nens de menys de 18 anys, en un 42,9% hi vivien parelles casades, en un 20,3% dones solteres, i en un 33,8% no eren unitats familiars. En el 32,5% dels habitatges hi vivien persones soles el 17,9% de les quals corresponia a persones de 65 anys o més que vivien soles. El nombre mitjà de persones vivint en cada habitatge era de 2,45 i el nombre mitjà de persones que vivien en cada família era de 3,13.
Per edats la població es repartia de la següent manera: un 24,7% tenia menys de 18 anys, un 8,9% entre 18 i 24, un 23,1% entre 25 i 44, un 22,9% de 45 a 60 i un 20,4% 65 anys o més.
L'edat mediana era de 40 anys. Per cada 100 dones de 18 o més anys hi havia 75,1 homes.
La renda mediana per habitatge era de 22.895 $ i la renda mediana per família de 30.938 $. Els homes tenien una renda mediana de 31.806 $ mentre que les dones 19.091 $. La renda per capita de la població era de 14.199 $. Entorn del 26% de les famílies i el 28,8% de la població estaven per davall del llindar de pobresa.

## Poblacions més properes
El següent diagrama mostra les poblacions més properes.